# أوفيرابتوريات
الأوفيرابتوريات هي تحت رتيبة من الديناصورات المانيرابتورية القارتة الشبيهة بالطيور التي عاشت خلال العصر الطباشيري المتأخر. تتميز الأوفيرابتوريات بعدم امتلاكها لأسنان وبمنقاريها الشبيهة بمنقار الببغاء و- في بعض الحالات - بعُرفها المُتطور. كانت هذه الحيوانات صغيرة عموماً بطولها الذي تراوح من متر إلى مترين عند مُعظم أنواع المجموعة، لكن مع ذلك فبعض الأوفيرابتوريات المُحتملة - التي لم يُؤكد بعد انتاؤها إلى هذه المجموعة - كانت عملاقة. عُثرَ على كافة الأوفيرابتوريات المَعروفة تقريباً في صحراء غوبي الوَاقعة ضمن أراضي منغوليا وشمال غرب الصين، وذلك مع أن مَجموعة فرعية مُحتملة ضمن هذه الفصيلة تسمى «الإلميصورات» - بالإضافة إلى نوع بدائي مُحتمل آخر هو مايكروفيناتور - قطنا قارة أمريكا الشمالية. ظهرت أولى الأوفيرابتوريات المُؤكد انتماؤها إلى المَجموعة خلال الفترة السينومانية ضمن العصر الطباشيري المتأخر قبل 84 مليون عام، وذلك مع أن المايكروفيناتور المُحتمل ظهر في الفترة الأبتية خلال العصر الطباشيري المبكر. أما آخر أنواع الأوفيرابتوريات المَعروفة فقد انقرضت في نهاية الفترة المآسترتشية قبل 65.5 مليون عام.

## الوصف

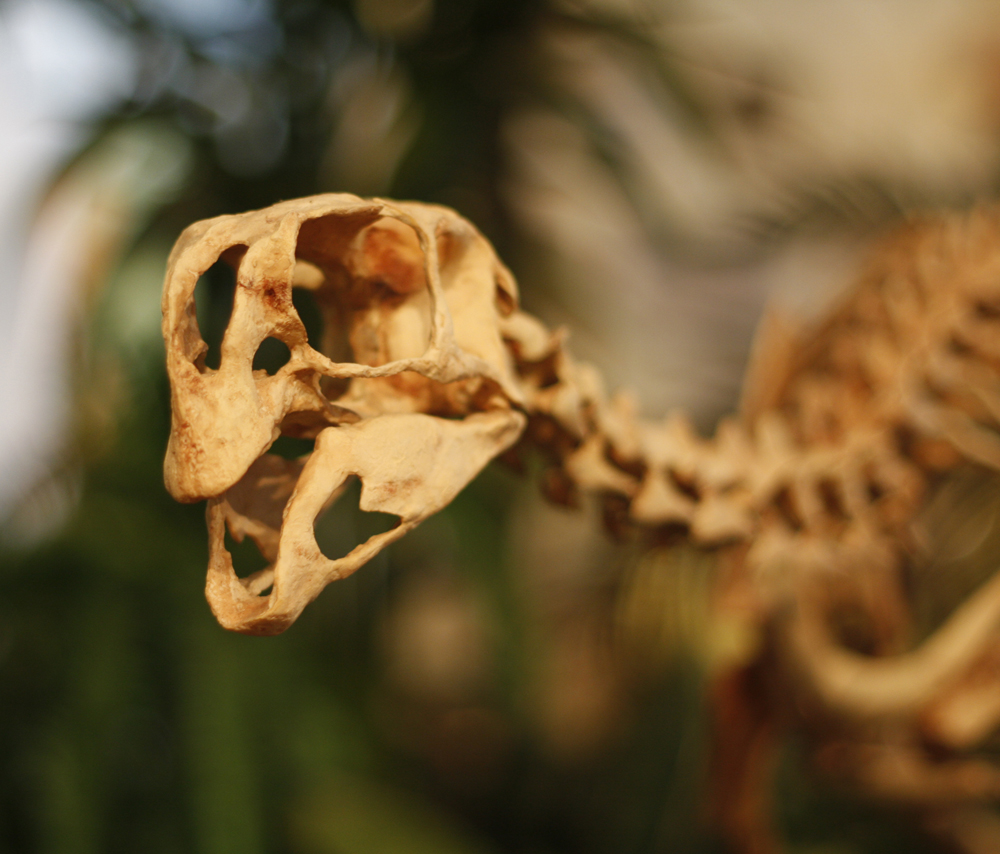
صورة لجمجمة ديناصور أوفيرابتوري.

أكثر مُميزات هذه المَجموعة بروزاً ووضوحاً هو بنية جماجمها. فقد كانت تملك الأوفيرابتوريات خطماً قصيراً وفكاً سفلياً يَمتد عميقاً جداً داخل جُمجمتها. وقد امتلكت بعض أنواعها (مثل أجناس الأوفيرابتور والتشيتيباتي والرينتشينيا) عُرفاً يَبرز من قمة جمجمتها يُشبه في مَظهره عرف طائر الشبنم الحديث. من مُميزات الأوفيرابتوريات الأخرى أيضاً امتلاكها لشوكة عظمية تبرز من فكها السفلي، وثقوب أنفها التي تقع عالياً جداً نسبياً على الخطم، ورقة قضيبها العَظمي الواقع بين العينين إلى حد كبير، ووُجود مساحات فارغة كبيرة في جماجمها. الأوفيرابتوريات هي مثل أقاربها الكاينغناثيات عديمة الأسنان، وهي تملك بدلاً من ذلك نتوئين عظميين صغيرين يَبرزان من فكها العلوي.

## الخواص الأحيائية

### الموطن

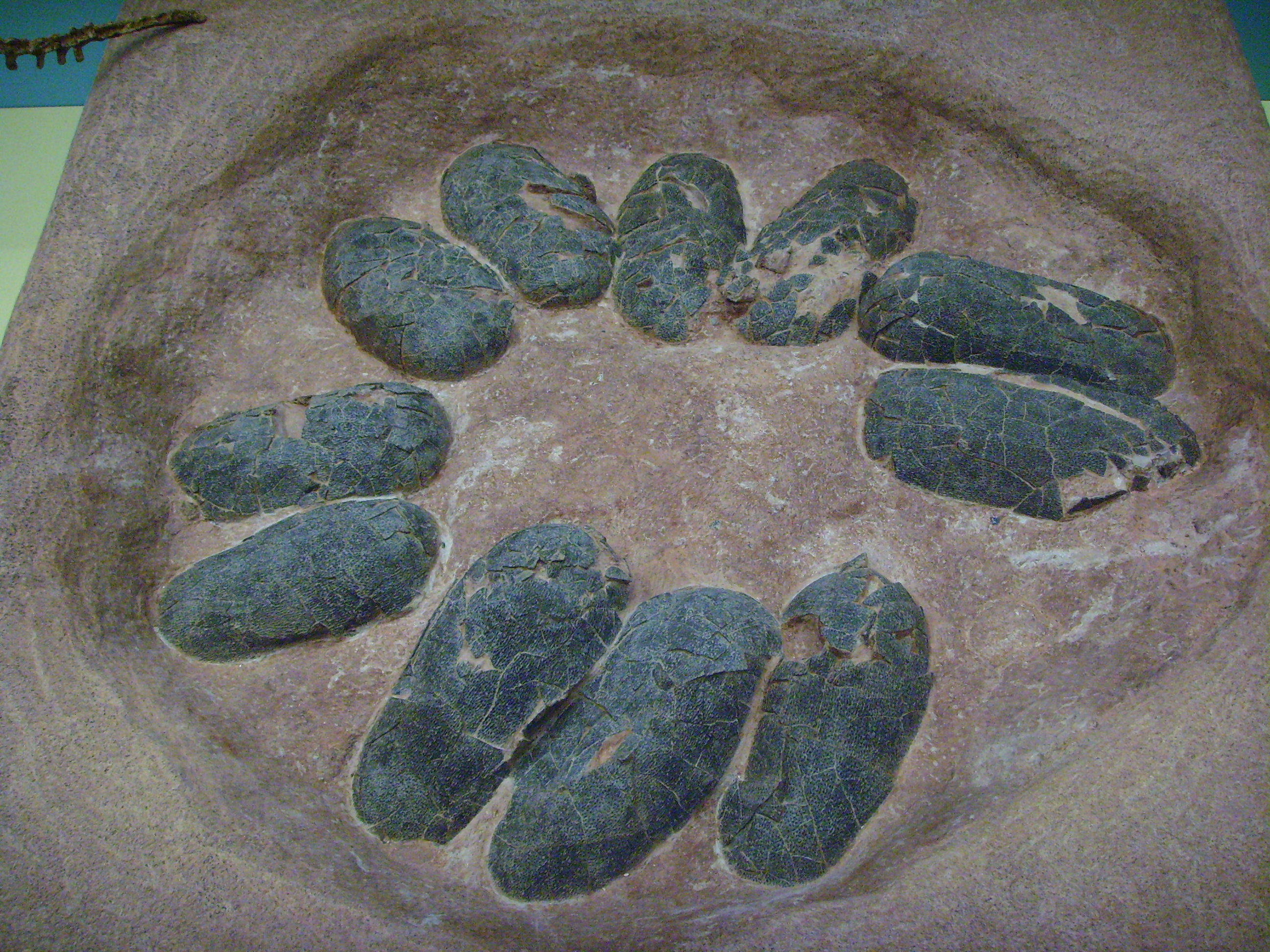
بقايا لبيوض أوفيرابتور.

عثر على جميع الأوفيرابتوريات تقريباً في الرواسب الصحراوية لصحراء غوبي الآسيوية. فحتى خلال العصر الطباشيري المتأخر كانت مُعظم هذه المساحة صحراءً جرداء أو على الأقل مناطق جافة للغاية. وقد كانت تمثل الأوفيرابتوريات في العديد من هذه المناطق بعض أكثر الديناصورات وفرة محلياً بعد الأنكليوصورات والبروتوسيراتوبسيات. وهذا مُتوافق مع فكرة أن هاتين المجموعتين المَذكورتين مثلتا العواشب الرئيسية في هذه الأماكن والتي بلغت أعدادها أضعاف أضعاف أعداد اللواحم. يَبدو أن الأوفيرابتوريات كانت أكثر وفرة بكثير في البيئات الجافة التي لا يُسيطر عليها سوى عدد صغير من الديناصورات مقارنة بالبيئات الأرطب التي تنتشر فيها أعداد كبيرة من هذه الزواحف. وقد كان هذا يَنطبق أيضاً على البروتوسيراتوبسيات من حيث مواقع اكتشاف أحافيرها، مما يُشير إلى أن كلا المَجموعتين فضلتا البيئات الجافة شبه الصحراوية وتتغذيتا على النباتات الجرداء التي تنمو في تلك المناطق.

## التصنيف والأنواع

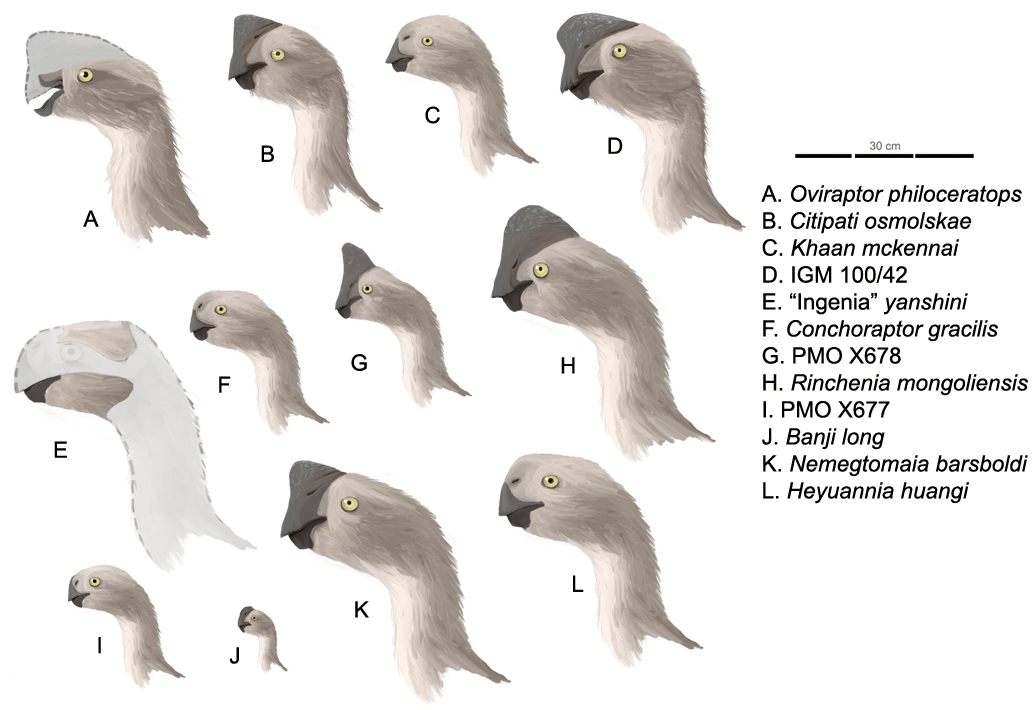
هيئات الأوفيرابتوريات المُختلفة.

يُمثل تصنيف الأوفيرابتوريات مَوضوعاً كبيراً للجدل بين العلماء. فقد قسمت مُعظم الدراسات المُبكر هذه المَجموعة إلى مجموعتين فرعيتين رئيسيتين، وهما الكاينغناثيات في المجموعة الأولى وكافة الأوفيرابتوريات الأخرى في الثانية. وقد قسمت مجموعة الأوفيرابتوريات الفرعية نفسها بعد ذلك إلى تحت فصيلتين إضافيتين، الأولى منهما تتضمن أنواعاً صغيرة الحجم وقصيرة الأذرع وعديمة الأعراف سُميت بـ«الإنجنيات» (وكان يُطلق هذا الاسم في السابق على مجموعة من اللافقاريات) والثانية ذات أنواع أكبر حجماً وأطول أذرعاً ومُتوجة بأعراف مُميزة سميت بالأوفيرابتورات. لكن بالرغم من ذلك، فقد أظهر دراسات علم العلاقات التطورية اللاحقة أن العديد من الأنواع المُعتادة التي كانت تُضمن في مجموعة الكاينغناثيات تملك في الحقيقة روابطاً أقرب مع الأوفيرابتوريات منها مع الكاينغناثيات، ولأن جنس كاينغناثوس نفسه اعتبر بعد ذلك بمدة جزءاً من مجموعة الأوفيرابتوريات الرئيسية فيُشار الآن عادة إلى تحت فصيلة الكاينغناثيات بـ«الإلميصورات».
يَتبع التصنيف أدناه تصنيف ثوماس هولتز لعام 2010:
- الأوفيرابتوريات:
  - جيغانتورابتور.
  - لويانجيا.
  - مايكروفيناتور.
  - نومينجيا.
  - شيجينجيا.
  - تشيتيباتي.
  - الإلميصورات.
  - الأوفيرابتورات.